# Imperio Galáctico
El Imperio Galáctico es una autocracia ficticia que aparece en la franquicia Star Wars. Se introdujo por primera vez en la película de 1977 Star Wars: Episodio IV - Una nueva esperanza y aparece en sus dos secuelas: El imperio contraataca (1980) y El regreso del Jedi (1983). Es la principal facción antagónica de la trilogía original. El Imperio Galáctico, un régimen opresivo y autocrático con una burocracia complicada, busca garantizar un gobierno singular y control social sobre cada planeta y civilización dentro de la galaxia.
En su apogeo, el Imperio Galáctico se extiende sobre gran parte de la galaxia conocida de Star Wars, que consta de millones de sistemas estelares y miles de millones más de colonias marginales, astilleros, mundos fortaleza y territorios exteriores. Los orígenes del Imperio se describen en la película precuela Star Wars: Episodio III - La venganza de los Sith (2005), donde reemplaza a la República Galáctica al final de las Guerras Clon orquestadas por el Canciller Supremo de la República, Palpatine. Palpatine también es secretamente el Lord Sith Darth Sidious, quien planeó la guerra para destruir a los Jedi y restaurar a los Sith en el poder.
Palpatine acusa falsamente a los Jedi de provocar las Guerras Clon, una guerra secesionista, para debilitar a la República y ganar poder. El Lord Sith manipula al Senado Galáctico para que utilice soldados clon creados durante el conflicto para purgar a los Jedi. Después de diseñar estas amenazas él mismo, Palpatine reorganiza la República en un estado que podría "garantizar la seguridad y la estabilidad continua, y [proporcionar] una sociedad segura y protegida": el primer Imperio Galáctico con él mismo como su gobernante. El Senado apoya abrumadoramente esta decisión y elogia la aparente determinación, valentía y generosidad del recién proclamado Emperador.
Con el Emperador Palpatine manteniéndose mayoritariamente en las sombras, su aprendiz Sith, Darth Vader, mantiene una presencia más pública y lidera las fuerzas imperiales, actuando así como una personificación del poder del Imperio Galáctico. En el momento del Episodio IV – Una nueva esperanza, la facción se ha transformado en un régimen totalmente autocrático, al que se opone la Alianza para Restaurar la República. La finalización de la Estrella de la Muerte, un arma apocalíptica, permite al Emperador Palpatine instigar un autogolpe y disolver el Senado Imperial, otorgando más poder a personas como el Gran Moff Tarkin. El Imperio Galáctico es descrito y retratado en varios medios de Star Wars como una dictadura brutal, basada en "el antropocentrismo, la nacionalización, el terrorismo de Estado, la xenofobia, la proyección de poder, la amenaza de fuerza letal y, sobre todo, el miedo constante".
El Imperio Galáctico es derrotado en El regreso del Jedi, pero la Primera Orden está formada por restos Imperiales en la trilogía secuela, ambientada 30 años después.

## Representación

### Orígenes
El Imperio Galáctico ha nacido de la Antigua República. La semilla del cambio ha sido plantada durante las Guerras Clon, la épica guerra entre la República y la Confederación de Sistemas Independientes descrita en el episodio II: El Ataque de los Clones y, de manera más detallada, batalla a batalla, en la serie animada The Clone Wars.
Cuando la magnitud de la amenaza separatista se hacía clara, el Senado Galáctico otorga al Canciller Palpatine poderes supremos de emergencia para encarar la crisis. Este conflicto le permite a Palpatine mantener su cargo mucho más tiempo de lo oficialmente determinado. Palpatine promete devolver estos poderes una vez que la paz y el orden en la galaxia fueran restaurados. Él se aprovecha del conflicto para aumentar sus poderes hasta llegar a convertirse en un dictador (visto en el episodio III La Venganza de los Sith).
Los Jedi comienzan a desconfiar de los motivos del Canciller temiendo que este se encuentre bajo la influencia de un Sith llamado Darth Sidious. Esta idea es compartida por varios senadores, quienes sospechan que Palpatine no devolverá los poderes al Senado como ha prometido. Entre ellos se encuentran dos de los que habían apoyado durante mucho tiempo al Canciller, Padmé Amidala y Bail Organa. Es más, Palpatine ha enviado a su ejército de clones a supervisar a los gobernadores de diversos planetas de la República instalando destacamentos en ellos. La película finalmente revela que Palpatine y Darth Sidious son la misma persona y que ha estado manipulando tanto a la República como a los separatistas para enfrentarlos a unos contra otros.
Cuando el Caballero Jedi Anakin Skywalker descubre la verdadera identidad de Palpatine, intenta arrestarlo y falla. El Lord Sith intenta destruir al Maestro Jedi Mace Windu utilizando el rayo de fuerza (poder Sith). Windu, devuelve el rayo con su Sable de Luz al futuro Emperador deformándole horriblemente el rostro. Anakin interviene en beneficio de Palpatine cortando el brazo de Windu cuando este iba a dar el golpe final, permitiendo al Canciller contraatacar y asesinar a Windu arrojándolo al vacío con un renovado rayo de la fuerza. Así Lord Sidious convierte a Anakin al lado oscuro, haciéndolo su aprendiz, y poniéndole el nombre de Darth Vader.
Palpatine define como traidores y enemigos de la República a los Jedi. Seguro de su poder y posición, proclama ante el Senado la reorganización de la República en "el primer Imperio Galáctico", autoproclamándose eterno Emperador. Poco después, hace ejecutar la orden 66, una orden secreta que implantó en los clones para eliminar a sus Comandantes Jedi. En cuestión de horas, casi todos los Jedi son eliminados a través de la galaxia.
El Senado apoyó la "sociedad segura" de Palpatine con entusiasmo, mientras que algunos, como Padmé y Bail, se dieron cuenta de que "la libertad" consagrada por la República se encontraba en serio peligro. Una escena eliminada del film establece que son los principales fundadores de la Alianza Rebelde.
Los dos Jedi restantes, Obi-Wan Kenobi y Yoda, intentaron parar la amenaza Sith que está barriendo la Galaxia. Yoda confrontó a Palpatine en un duelo épico en la cámara del Senado, y Obi-Wan hizo lo propio con su ex padawan Anakin Skywalker (en el momento del duelo ya se llamaba Darth Vader) en el planeta volcánico de Mustafar. Obi Wan logra derrotar a Anakin, pero sin terminar con él al abandonarlo al creer que su muerte era inminente producto de sus graves heridas y el calor sofocante que asolaba el lugar. El maestro Yoda en tanto, fracasá en su tarea de derrotar al Emperador, por lo que decide partir al exilio. El mismo Emperador sintiendo que su pupilo corría peligro de muerte, concurre junto a droides médicos en rescate de su moribundo aprendiz, salvándolo de la muerte mediante implantes cibernéticos en sus brazos y piernas, junto a un soporte de vida artificial que le permitiría respirar ya que sus pulmones quedaron gravemente lesionados por haberse quemado al estar tan cerca del río de lava.
Anakin, renacido como Darth Vader, junto al Escuadrón de la Muerte 501 y agentes Jedi oscuros realizaron la gran purga de los Jedi en toda la Galaxia, bajo las directrices del Emperador.

### Organización del Poder
Palpatine gobierna el Imperio con poder absoluto, con Sate Pestage como Gran Visir y Vader como tercer hombre y mano derecha, ejecutor militar y Comandante Supremo de las Fuerzas Imperiales.
Palpatine disuelve el Senado en Una Nueva Esperanza porque descubre que muchos asientos de este están ocupados por miembros de la rebelión. Sin embargo, el Senado había sido un órgano consultivo de poder durante algún tiempo.
En Una Nueva Esperanza, el Gran Moff Tarkin explica la filosofía del Imperio como "el miedo a través de la fuerza y no por la fuerza propia". El instrumento de este poder es el Ejército que incluye a los diversos tipos de Stormtroopers y los AT-AT (All Terrain Armoured Transports - transportes todo terreno acorazados) y una gran e intimidatoria flota de la Armada (con los Destructores Estelares), que están destinados, en parte, a extender el miedo, así como destruir al enemigo. Esta política llega a su cenit con la construcción de la Estrella de la Muerte, una super arma con forma de pequeño planeta que demoró unos 20 años en ser construida y llegó a ser tan poderosa que pudo destruir un planeta entero.

#### Ejército Imperial
En la galaxia ficticia de Star Wars, el ejército imperial es solo una parte de las Fuerzas Armadas Imperiales. Opera con vehículos masivos de combate y posee guarniciones en toda la galaxia. También coopera con otras ramas del Imperio en una gran variedad de operaciones. El ejército imperial se compone de al menos varios ejércitos, batallones, divisiones y un considerable número de legiones, de las cuales algunas están estacionadas en Coruscant y otras se encuentran dispersas en guarniciones planetarias a través de la galaxia.

#### Armada Imperial
En la galaxia ficticia de Star Wars, la armada imperial, fue el brazo militar del Imperio Galáctico a cargo de mantener la seguridad, la paz y el orden en la galaxia. La Armada Imperial había absorbido las fuerzas militares de la República Galáctica después de la declaración del nuevo orden de Palpatine.
Después de la derrota en la Batalla de Endor, el Imperio Galáctico se dividió en facciones y la Flota Imperial se fragmentó a lo largo de la galaxia. Si bien gran parte de los restos de la Armada Imperial se reunieron más tarde en virtud de los comandantes Imperiales, la organización militar comprendida en este artículo, dejó de existir poco después de la muerte del Emperador.

### Resistencia al Gobierno Imperial
En La Venganza de los Sith, cuatro de los más importantes Senadores: Bail Organa de Alderaan, Padmé Amidala de Naboo, Garm Bel Iblis de Corellia y Mon Mothma de Chandrila, se reúnen en secreto para firmar el Tratado de Corellia, dándole forma a la Alianza para Restaurar la República, más conocida como la Alianza Rebelde. Durante los 19 años que transcurren entre los sucesos de La Venganza de los Sith y Una Nueva Esperanza, la rebelión es aplastada por el Imperio y sus líderes son constantemente perseguidos o aniquilados.
En la escena de la Batalla de Yavin, la estación es asaltada por un pequeño grupo de la fuerza rebelde (Luego de haber utilizado su poder destructivo para eliminar al planeta Alderaan); Esta victoria, significa uno de los mayores éxitos de los rebeldes sobre el Imperio Galáctico.
El Imperio es constantemente atacado en El Retorno del Jedi. En la Batalla de Endor, la rebelión destruye la segunda estrella de la Muerte y una porción importante de la Armada Imperial. Durante esta batalla, Darth Vader es redimido y arroja a su malvado maestro a la muerte, pero él mismo es herido mortalmente por la fuerza de los rayos del Emperador, destinados a su hijo, Luke.

### EnEl despertar de la Fuerza
La derrota definitiva del imperio llegaría unos años más tarde con la batalla de Jakku, en la cual, el Imperio es derrotado definitivamente por la recién fundada Nueva República. La Nueva República impuso estrictos tratados de desarme y castigos por sus acciones pasadas. Sin embargo, algunos de los antiguos líderes del Imperio no se sometieron a la Nueva República, desarrollando su tecnología sobre la base de este, se unen en secreto para planear su regreso al poder. Este movimiento se convierte en la Primera Orden, y en respuesta a ella, algunos miembros de la Nueva República preocupados por la amenaza de esta organización, formaron a un grupo llamado la Resistencia respaldado por la Nueva República en el poder. La resistencia es liderada por Leia Organa e incluye a miembros de la antigua Alianza Rebelde como el almirante Ackbar, que había sido decisivo en el derrocamiento del imperio treinta años antes.
Durante su ascenso, La Primera Orden recibe la ayuda de los llamados Caballeros de Ren, una organización de seguidores del lado oscuro lideradas por Snoke quien a su vez toma control de la Primera Orden y con ella logran destruir a la nueva Orden Jedi que estaba siendo formada por Luke Skywalker quien se ve obligado a esconderse en algún punto de la galaxia. En dicha operación, tuvieron la ayuda del hijo de Han Solo y Leia Organa y antiguo aprendiz de Luke, Ben Solo, quien fue seducido al lado oscuro por Snoke y traicionó a su tío y maestro Jedi. Desde entonces, tanto la primera orden como La Resistencia buscan al maestro Jedi, los primeros para acabar con él y la Resistencia en busca de ayuda, llevando sus investigaciones al planeta desértico Jakku.
La Primera Orden está dirigida por una figura misteriosa llamada Snoke, que ha asumido el título de Líder Supremo. Al igual que el Imperio ante ellos, la Orden domina una vasta fuerza de Stormtroopers, que emplean armas, incluyendo lanzallamas, sistemas portátiles de artillería de luz y equipo de control de disturbios, luego de que un stormtrooper llamado FN-2187, ahora como Finn, los traicionara y escapará con Poe Dameron, el piloto de la Resistencia. La Primera Orden también utiliza versiones regulares y las fuerzas especiales de la venerable caza TIE del Imperio, así como una nueva clase de Destructores Estelares Imperiales. Su base principal de operaciones se conoce como la base Starkiller, un planeta de hielo convertida en una fortaleza que alberga una superarma capaz de destruir sistemas estelares enteros desde una gran distancia. El comandante de la base de Starkiller es el general Hux, un joven oficial despiadado y dedicado a la Orden.
Para destruir a la Resistencia, la Primera Orden utiliza superarma de la Base Starkiller para paralizar la Nueva República mediante la destrucción de su capital en Hosnian Prime y los mundos circundantes. Mientras tanto, Ren tiene la tarea de encontrar a Luke, que desapareció unos años antes. Snoke siente que si Skywalker sigue viviendo, entonces los Jedi resurgirán en la galaxia. Ren no logra localizar a Luke, luego de ser vencido por Rey al sentir la fuerza en ella. Mientras de que Rey y Chewbacca, escaparan con Finn en coma, la Base Starkiller es destruida en un ataque sorpresa por la Resistencia, justo cuando estaba a punto de destruir la base de esta última en el planeta D'Qar. Por orden de Snoke, les ordenó que evacuaran la base y que se reunieran con él, para que Kylo Ren termine de completar su entrenamiento.

### Leyendas
En el Universo Expandido, los rebeldes, fundan la Nueva República, luchando contra el remanente Imperial.
En las series del Príncipe Jedi, un grupo de impostores autoproclamados los profetas del Lado Oscuro, nombran Emperador a un mutante de tres ojos llamado Trioculus asegurando que es el hijo de Palpatine. Al final de la serie, el verdadero hijo del exemperador, Triclops, ayuda a los rebeldes en la lucha contra estos nuevos enemigos.
En el Imperio Oscuro, Palpatine intenta retomar el control de la galaxia renaciendo en un clon. En la secuela, El Fin del Imperio, es derrotado y destruido de una vez por todas.
En la Trilogía de la Acadiemia Jedi, una Almirante Imperial llamada Daala, comanda el resto de las facciones de la Armada Imperial y monta un feroz asalto a la Nueva República. Casi logra hacerse cargo de la galaxia, pero el intento es frustrado por los pilotos de la Nueva República Wedge Antilles y Lando Calrissian en la última entrega, Campeones de la Fuerza.
Para la época de la Nueva Orden Jedi, el resto de las facciones militares imperiales, firman un acuerdo, convirtiéndose en el Remanente Imperial.
El Legado de Star Wars, situado 140 años después de El Retorno del Jedi, explica que, durante una guerra civil, el Nuevo Imperio Galáctico le declara la guerra a la Alianza Galáctica. Este conflicto comienza con la guerra imperial Sith, que después de tres años, lleva a la derrota final de la Alianza Galáctica. El Imperio Galáctico, afirma así, su dominio sobre la galaxia una vez más.